# Тухель
Тухель (хорв. Tuhelj) — община с центром в одноимённой деревне на севере Хорватии, в Крапинско-Загорской жупании. Население общины 2104 человека (2011), население деревни Тухель — 205 человека. Подавляющее большинство населения — хорваты (98,6 %). В состав общины кроме административного центра входят ещё 10 деревень, причём в 4 из них население больше, чем в административном центре. Самая большая деревня общины — Свети-Криж (474 человека).
Община расположена на холмах Хорватского Загорья, прилегает к словенской границе, которая здесь проходит по реке Сутла. Деревни общины располагаются к северу и северо-западу от города Кланьец, с которым связаны местными дорогами. Железнодорожное сообщение отсутствует.
Церковь Вознесения Девы Марии в Тухеле впервые упомянута в 1402 году, впоследствии неоднократно реставрировалась. Кроме неё на территории общины три старинные капеллы: Святого Иосифа (1727 год, холм над старым кладбищем Тухоля), Святого Креста (XVI век, деревня Свети-Криж) и капелла Святой Маргариты (1703 год, деревня Ленишче).
В деревне Тухельске-Топлице расположен санаторий на источниках термальных вод.